# Asier Illarramendi
Asier Illarramendi, né le 8 mars 1990 à Mutriku, est un footballeur international espagnol jouant au poste de milieu relayeur.

## Biographie

### Parcours en club

#### Real Sociedad (2010-2013)
Asier Illarramendi effectue une excellente saison 2012-2013 avec la Real Sociedad qui termine à la quatrième place en championnat.

#### Real Madrid (2013-2015)
Le 12 juillet 2013, Asier Illarramendi signe pour cinq ans au Real Madrid, pour un montant de 38,9 millions d'euros, où il n'arrivera jamais à s'imposer.

#### Retour à la Real Sociedad (2015-2023)
Il retourne à la Real Sociedad en août 2015, où il signe un contrat de six ans contre dix-sept millions d'euros.
Le 28 juin 2018, il prolonge son contrat avec le club basque jusqu'en 2023, alors qu'il y était lié jusqu'en 2021.
Le 24 mai 2023, alors que la fin de son contrat approche, il annonce qu'il ne prolongera pas avec la Real Sociedad.

#### Première expérience à l'étranger en MLS
Après la fin de son aventure avec la Real Sociedad, Asier Illarramendi s'engage pour six mois en faveur du FC Dallas, franchise de Major League Soccer, le 3 août 2023. Il dispute sa première rencontre avec Dallas le 26 août suivant, entrant peu avant l'heure de jeu dans une victoire 1-0 face à l'Austin FC,.

### Parcours en sélection
International espagnol de toutes les catégories d'âge, Illarramendi est sacré champion d'Europe espoirs en 2013.
Il fait ses premiers pas avec la sélection espagnole le 7 juin 2017 lors d'un amical face à la Colombie à Murcie (2-2). Il connaît deux autres sélections la même année.

## Palmarès

### En club
Real Sociedad
- Champion d'Espagne de deuxième division en 2010
- Vainqueur de la Coupe d'Espagne en 2020

 Real Madrid
- Vainqueur de la Coupe d'Espagne en 2014
- Vainqueur de la Ligue des champions en 2014
- Vainqueur de la Supercoupe d'Europe en 2014
- Vainqueur de la Coupe du monde des clubs en 2014

### En sélection
Espagne -17 ans
- Finaliste de la Coupe du monde des moins de 17 ans en 2007

 Espagne espoirs
- Vainqueur du championnat d'Europe espoirs en 2013

## Statistiques détaillées

### Parcours amateur
| Saison                | Club                  | Championnat           | Championnat | Championnat | Championnat | Coupe(s) nationale(s) | Coupe(s) nationale(s) | Coupe(s) nationale(s) | Total | Total | Total |
| Saison                | Club                  | Division              | M.          | B.          | P.d.        | M.                    | B.                    | P.d.                  | M.    | B.    | P.d.  |
| 2007-2008             | Real Sociedad B       | Segunda División B    | 7           | 0           | 0           | -                     | -                     | -                     | 7     | 0     | 0     |
| 2008-2009             | Real Sociedad B       | Segunda División B    | 31          | 2           | 1           | -                     | -                     | -                     | 31    | 2     | 1     |
| 2009-2010             | Real Sociedad B       | Segunda División B    | -           | -           | -           | -                     | -                     | -                     | 0     | 0     | 0     |
| 2010-2011             | Real Sociedad B       | Segunda División B    | 28          | 3           | 0           | -                     | -                     | -                     | 28    | 3     | 0     |
| Total sur la carrière | Total sur la carrière | Total sur la carrière | 66          | 5           | 1           | -                     | -                     | -                     | 66    | 5     | 1     |

### Parcours professionnel
| Saison                | Club                  | Championnat           | Championnat | Championnat | Championnat | Coupe(s) nationale(s) | Coupe(s) nationale(s) | Coupe(s) nationale(s) | Compétition(s) continentale(s) | Compétition(s) continentale(s) | Compétition(s) continentale(s) | Compétition(s) continentale(s) | Espagne | Espagne | Espagne | Total | Total | Total |
| Saison                | Club                  | Division              | M.          | B.          | P.d.        | M.                    | B.                    | P.d.                  | Comp.                          | M.                             | B.                             | P.d.                           | M.      | B.      | P.d.    | M.    | B.    | P.d.  |
| 2009-2010             | Real Sociedad         | Liga 2                | 1           | 0           | 0           | -                     | -                     | -                     | -                              | -                              | -                              | -                              | -       | -       | -       | 1     | 0     | 0     |
| 2010-2011             | Real Sociedad         | Liga                  | 3           | 0           | 0           | -                     | -                     | -                     | -                              | -                              | -                              | -                              | -       | -       | -       | 3     | 0     | 0     |
| 2011-2012             | Real Sociedad         | Liga                  | 18          | 0           | 1           | -                     | -                     | -                     | -                              | -                              | -                              | -                              | -       | -       | -       | 18    | 0     | 1     |
| 2012-2013             | Real Sociedad         | Liga                  | 32          | 0           | 1           | 2                     | 0                     | 2                     | -                              | -                              | -                              | -                              | -       | -       | -       | 34    | 0     | 3     |
| Sous-total            | Sous-total            | Sous-total            | 54          | 0           | 2           | 2                     | 0                     | 2                     | -                              | -                              | -                              | -                              | -       | -       | -       | 56    | 0     | 4     |
| 2013-2014             | Real Madrid           | Liga                  | 29          | 2           | 1           | 9                     | 1                     | 0                     | C1                             | 11                             | 0                              | 0                              | -       | -       | -       | 49    | 3     | 1     |
| 2014-2015             | Real Madrid           | Liga                  | 30          | 0           | 0           | 2                     | 0                     | 0                     | C1+SE+CMC                      | 7+1+1                          | 0                              | 0                              | -       | -       | -       | 41    | 0     | 0     |
| Sous-total            | Sous-total            | Sous-total            | 59          | 2           | 1           | 11                    | 1                     | 0                     | -                              | 20                             | 0                              | 0                              | -       | -       | -       | 90    | 3     | 1     |
| 2015-2016             | Real Sociedad         | Liga                  | 33          | 1           | 2           | 2                     | 0                     | 0                     | -                              | -                              | -                              | -                              | -       | -       | -       | 35    | 1     | 2     |
| 2016-2017             | Real Sociedad         | Liga                  | 34          | 1           | 3           | 5                     | 0                     | 1                     | -                              | -                              | -                              | -                              | 1       | 0       | 0       | 40    | 1     | 4     |
| 2017-2018             | Real Sociedad         | Liga                  | 36          | 7           | 5           | -                     | -                     | -                     | C3                             | 8                              | 0                              | 1                              | 2       | 1       | 0       | 46    | 8     | 6     |
| 2018-2019             | Real Sociedad         | Liga                  | 23          | 1           | 1           | 3                     | 0                     | 0                     | -                              | -                              | -                              | -                              | -       | -       | -       | 26    | 1     | 1     |
| 2019-2020             | Real Sociedad         | Liga                  | 3           | 0           | 0           | -                     | -                     | -                     | -                              | -                              | -                              | -                              | -       | -       | -       | 3     | 0     | 0     |
| 2020-2021             | Real Sociedad         | Liga                  | 6           | 0           | 0           | 2                     | 0                     | 0                     | C3                             | 1                              | 0                              | 0                              | -       | -       | -       | 9     | 0     | 0     |
| 2021-2022             | Real Sociedad         | Liga                  | 8           | 0           | 0           | 1                     | 0                     | 0                     | C3                             | 1                              | 0                              | 0                              | -       | -       | -       | 10    | 0     | 0     |
| 2022-2023             | Real Sociedad         | Liga                  | 24          | 1           | 0           | 3                     | 0                     | 1                     | C3                             | 4                              | 0                              | 1                              | -       | -       | -       | 31    | 1     | 2     |
| Sous-total            | Sous-total            | Sous-total            | 167         | 11          | 11          | 16                    | 0                     | 2                     | -                              | 14                             | 0                              | 2                              | 3       | 1       | 0       | 200   | 12    | 15    |
| 2023                  | FC Dallas             | MLS                   | 14          | 0           | 0           | -                     | -                     | -                     | LCup                           | 0                              | 0                              | 0                              | -       | -       | -       | 14    | 0     | 0     |
| Total sur la carrière | Total sur la carrière | Total sur la carrière | 294         | 13          | 14          | 29                    | 1                     | 4                     | -                              | 3                              | 0                              | 2                              | 3       | 1       | 0       | 329   | 15    | 20    |